# Meszkowate
Meszkowate (Simuliidae) – rodzina małych owadów zaliczanych do Nematocera (długoczułkie), popularnie meszki, błędnie nazywane mustykowate, mustyki (Melusinidae Grünberg, 1910). Nazwa meszka lub mustyk stosowana jest również ogólnie dla przedstawicieli rodzaju Simulium. Znanych jest ok. 1750 gatunków występujących we wszystkich strefach klimatycznych, z czego w Polsce rozpoznano ok. 50. 

## Charakterystyka
Meszki należą do owadów małych, osiągających 1,5–10 (zwykle 3–6) mm długości, zwykle ciemno ubarwionych (stąd angielska nazwa black fly). 
Mają krępe ciało z garbem, krótkie i szerokie, opalizujące  skrzydła daszkowato ułożone w pozycji spoczynkowej, masywne, 11-członowe czułki i krótkie, grube odnóża.
Dorosłe owady zasiedlają tereny o dużym nasyceniu wilgocią, w pobliżu zbiorników wodnych. Często występują masowo. Wczesne stadia rozwojowe związane są z wodą bieżącą od małych cieków po duże rzeki.

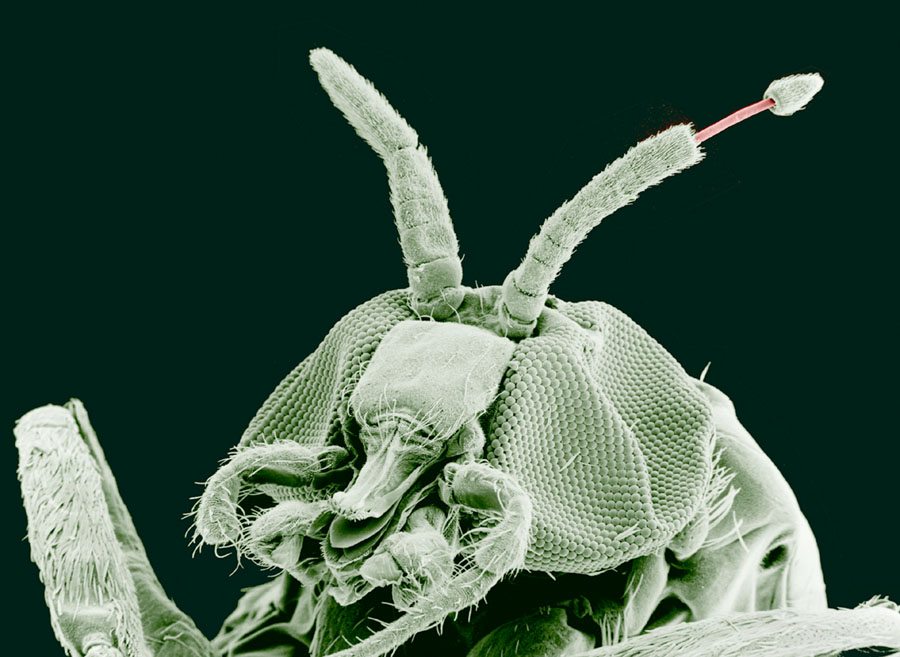
Simulium yahense

Stadia preimaginalne (larwy i poczwarki) żywią się detrytusem, dorosłe samice są hematofagami, a samce zjadają nektar kwiatów. Aparat gębowy meszek jest przystosowany do rozcinania skóry i rozrywania tkanki. Z tak powstałej ranki samice wysysają sączącą się krew. Ślina tych hematofagów zawiera apyrazy i czynniki anty-trombinowe. U Simulium vittatum wykryto simulidynę. Białka śliny tego gatunku meszki blokują jednocześnie dwa ważne czynniki w uczynnianiu trombiny. 
Samica składa w czystych, płytkich wodach 200–500 jaj. Wylęgające się po 2–3 tygodniach larwy żyją i przepoczwarczają się w szybko płynących wodach. Przepoczwarczenie następuje po kolejnych 6–8 tygodniach. Dorosłe owady wypływają na powierzchnię w pęcherzyku powietrza i odlatują.

## Znaczenie w przyrodzie i dla człowieka
Meszkowate pełnią ważną rolę w ekosystemie jako filtratorzy przywracający detrytus do łańcucha troficznego. Są również bioindykatorami – larwy i poczwarki meszkowatych wykazują dużą wrażliwość na zmiany składu chemicznego wody. Ich obecność wskazuje na możliwość obecności w wodzie nadmiaru fosforanów oraz azotanów.
Samice – same będąc pasożytami – przenoszą pasożyty krwi i skóry pomiędzy zwierzętami ciepłokrwistymi. Przyczyniają się do poważnych strat wśród zwierząt dziko żyjących i hodowlanych. Niektóre gatunki meszek przenoszą organizmy chorobotwórcze, np. nicienie z rodzaju Filaria powodujące filariozy, czy z rodzaju Onchocerca wywołujące w Afryce onchocerkozę (tzw. ślepotę rzeczną). Żyjący w pobliżu Missisipi Cnephia pecuarum pasożytuje na stadach zwierząt domowych; powoduje zgony koni i mułów, zarówno przez wysysanie dużej ilości krwi, jak i uduszenie wskutek zblokowania przewodów nosowych.

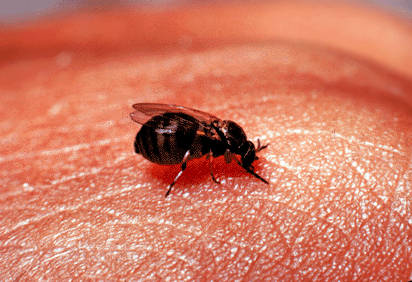
Przedstawiciel meszkowatych

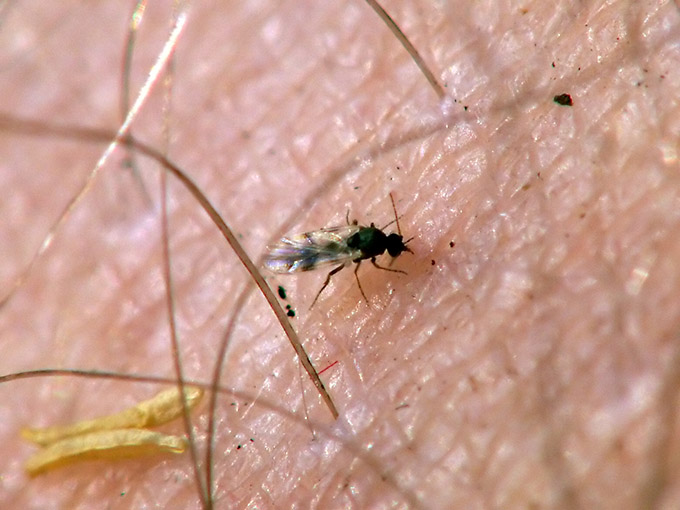
Przedstawiciel meszkowatych

## Ochrona przed meszkami
- unikanie przebywania na otwartych przestrzeniach w miejscach wylęgu,
- okrycie ciała,
- środki chemiczne odstraszające owady,
- przemywanie miejsc ukąszeń – meszki pozostawiają otwarte ranki, co umożliwia wnikanie zarazków do krwiobiegu.

## Systematyka
Systematyka rodziny Simuliidae jest niestabilna. Wśród opisanych ok. 1750 gatunków wiele błędnie sklasyfikowano, a w wielu regionach świata pozostały dotychczas słabo rozpoznane. Pomiędzy meszkowatymi występują znaczne różnice morfologiczne i żywieniowe w obrębie spokrewnionych populacji, co dodatkowo utrudnia ich poprawne sklasyfikowanie. Obecnie wielu systematyków opiera się na klasyfikacji, którą zaproponowali Crosskey & Howard (2004), ale proponowane są dalsze zmiany. 
W Europie wykazano 249 gatunków (według danych Wick 1978). Później wykazano kolejne, jednak całkowita liczba nie przekracza 300. W Polsce występuje 48 gatunków meszek (Zwolski w 1974 wymienił 54 gatunki, ale od tego czasu kilka gatunków zsynonimizowano).
Lista gatunków meszek stwierdzonych w Polsce zawarta została w odrębnym artykule: